# 이와키리촌
이와키리촌(岩切村)은 미야기현 미야기군에 설치되었던 촌이다.

## 연혁
- 1889년 4월 1일 - 정촌제 시행과 함께 미야기군 이와키리촌이 성립하였다.
- 1941년 9월 15일 - 미야기군 다카사고촌・시치고촌을 포함한 나토리군 나카다촌・로쿠고촌과 함께 센다이시에 편입하였다.

## 교통

### 철도
- 철도성
  - 도호쿠 본선
  - 미야기 전기철도 (현: 동일본 여객철도 센세키 선)